# Pojalniki
Pojalniki (znanstveno ime Orobanche) so rod zajedavskih rastlin brez klorofila iz družine pojalnikovke (Orobanchaceae). Red zajema okoli 150 vrst, ki so značilne zlasti za zmerno podnebje severne zemeljske poloble. 
Gre za zelnate, nizke enoletnice ali dvoletnice. Semena pojalnikov so dolga do 0,5 mm in veljajo za ena najmanjših rastlinskih semen. Pojalniki zajedajo druge rastline, tako da se pripojijo na njihove korenine.

## Vrste (nepopolni seznam)
- Orobanche aegyptiaca egiptovski pojalnik
- Orobanche alba beli pojalnik
- Orobanche alsatica alzaški pojalnik
- Orobanche cernua pojalnik na sončnicah
- Orobanche caryophyllacea navadni pojalnik
- Orobanche flava rumenkastobeli pojalnik
- Orobanche gracilis nežni pojalnik
- Orobanche hederae bršljanov pojalnik
- Orobanche loricata pelinov pojalnik
- Orobanche lutea rumeni pojalnik
- Orobanche minor deteljni pojalnik; mali pojalnik
- Orobanche purpurea škrlatni pojalnik
- Orobanche ramosa razrasli pojalnik; vejnati pojalnik
- Orobanche reticulata mrežasti pojalnik
- Orobanche teucrii vrednikov pojalnik